# Dževar
Dževar falu Bosznia-Hercegovinában, a Bosznia-hercegovinai Föderáció Una-Szanai kantonjában, Sanski Most községben.

## Fekvése
Bosznia-Hercegovina északnyugati részén, Bihácstól légvonalban 60, közúton 84 km-re keletre, Sanski Mosttól légvonalban 5, közúton 7 km-re északra fekvő dombos, erdős területen, a Sansko polje (Szanai-síkság) északi végében, a Majdanska rijeka és a Sanski Mostról Prijedorba vezető főút mentén fekszik. 

## Népessége
| Nemzetiségi csoport | Népesség 1991 | Népesség 2013 |
| ------------------- | ------------- | ------------- |
| Szerb               | 266           | 52            |
| Bosnyák             | 364           | 607           |
| Horvát              | 54            | 5             |
| Jugoszláv           | 0             | 0             |
| Egyéb               | 1             | 17            |
| Összesen            | 685           | 681           |

## Története
Dževar története során sokáig vegyes, (horvát-szerb) lakosságú település volt. A faluban 1860-ban ortodox fatemplomot is építettek, amely azonban 1875-ben leégett. 1879-ben a falu 230 lakosából 205 ortodox szerb és 25 katolikus horvát volt. 1941-ben már jelentős muszlim lakossága is volt a településnek. 1992-ben a bevonuló szerb csapatok a mecsetet felgyújtották. A boszniai háború idején 1995-ben a szerb lakosság elmenekült a bosnyák csapatok elől és csak kevesen tértek vissza a háború után. Ma már a lakosság döntő többsége muzulmán bosnyák.

## Nevezetességei
Közvetlenül a háború vége után készült fényképek azt mutatják, hogy a dževari mecsetet lövedékek többszöri becsapódása károsította. A képeken láthatók a robbanás okozta sérülések és különösen az ablakok körül a koromnyomok. A tető és minaret eltűnt, az épület belseje kiégett. A mecsetet a háború vége óta újjáépítették. Új minaretje van és új tető is készült. A falakon még mindig láthatók a lövedékek becsapódásából származó károk javításának nyomai.